# ペナーテース
ペナーテース（Di Penates、Penates）は、ローマ神話に登場する神であり、元々は納戸の守護神だったが、後に世帯全体を守る家庭の神となった。ラレース、ゲニウス、レムレースと関係が深い。ペナーテースはプロペルティウスの詩 (iv.i) でも言及されている。
ペナーテースはローマの各氏族の権勢とも関連付けられており、祖先の霊とされることもある。古代ローマの住居には入り口に女神ウェスタの小さな祠があった。この祠の中にペナーテースの小さな像が安置されていた。